# Wolfenstein 3D
Wolfenstein 3D (Wolfenstein 3D: Third Encounter (Мекинтош наслов), Wolfenstein 3-D (Shareware наслов), Wolf3D) је игра, пуцачина из првог лица, развијена од стране id Software за МС-ДОС и објављена 5. маја 1992. године од стране Apogee Software.
Ова игра је инспирисана играма "Замак Вулфенштајн" из 1981. године и "После замка Вулфенштајн" из 1984. године, које је развила фирма Мусе (енгл. Muse Software).
Wolfenstein 3D је прва 3Д игра ФПС жанра.
Радња игре Wolfenstein 3D се догађа 1940-их година за време Другог светског рата. Главни лик у игри је амерички војник, специјални агент Вилијам Б. Ј. Бласковиц (енгл. William "B.J." Blazkowicz), који је заробљен у замку Вулфенштајн од стране нациста. Током игре он покушава да побегне из овог замка.
Циљ игре је да се пронађе пут до излаза из сваког нивоа. На том путу играч се суочава са стражарским псима, војницима, СС војницима, мутантима, па чак и фирером. Играч се креће по мапи до лифта који га преноси на следећи ниво.
У игри постоје и скривене собе у којима играч може да пронађе медицинску помоћ, муницију, оружје или благо.

## Епизоде
Игра је подељена на 6 епизода, а свака епизода на више нивоа:
- Епизода 1: Бекство из Вулфенштајна (енгл. Escape from Wolfenstein)

Агент Бласковиц је добио задатак да се инфилтрира у нацистички замак Вулфенштајн и украде планове за операцију Ајзенфауст. Заробљен је у свом покушају и затворен у подруму замка где чека погубљење. Савезници ће се суочити са великим поразом ако не добију те планове. Игра почиње кад Бласковиц убије чувара, узме му пиштољ и побегне из ћелије. Пред њим је осам добро чуваних спратова кроз које мора да се пробије да би побегао из замка.
- Епизода 2: Операција Ајзенфауст (енгл. Operation: Einsenfaust)

Кад побегне из замка агент се налази са савезницима где сазнаје да се у замку Холехамер (енгл. Hollehammer) врше грозни експерименти на људима од којих стварају мутант војнике. Бласковиц мора да отпутује тамо и спречи доктора Шабса пре него што створи армију мутаната.
- Епизода 3: Умри, фирере, умри (енгл. Die, Fuhrer, Die!)

Пошто је уништио доктора Шабса агент је уништио све његове белешке и опрему, и осигурао човечанство од армије мутаната. Ипак нацистички злочини и даље трају. Адолф Хитлер се крије и свом титанијумском бункеру док Нацистичка Немачка напредује. Задатак агента је да га убије и оконча његову владавину. Проналази га у Рајхстагу и мора да га ликвидира.
- Епизода 4: Мрачна тајна (енгл. A Dark Secret)

Адолф Хитлер је, пре него што је убијен, планирао нови рат, назван операција "Ратни поклон" (енгл. Giftkrieg). Уместо да користи нормалну пешадију и артиљерију он је планирао да користи супер хемијско оружје. Ако би ово оружје било искоришћено савезници би могли бити поражени. Савезници су пронашли локацију лабораторија у којима се врши истраживање и производња овог оружја. Задатак агента је да оде тамо, убије научника Ото-а и прекине истраживање и производњу тог оружја.
- Епизода 5: Стаза лудака (енгл. Trail of the Madman)

Пошто иза хемијског рата стоји рад више научника, почиње и први талас хемијског рата на другој локацији. У строго чувано тврђави Ерланген (енгл. Erlangen) су планови за хемијски рат. Бласковиц мора да дође до тих планова да би знао где да пронађе генерала "Дебела фаца" (енгл. General Fettgesicht), лидера овог хемијског рата.
- Епизода 6: Конфронтација (енгл. Confrontation)

Кад убије Велику Марицу и дође до планова, агент Бласковиц жури да оде до војног комплекса Офенбах (енгл. Offenbach), убије генерала "Дебела фаца" и спречи да хиљаде људи умру у том хемијском рату.

## Тежина игре
Пре почетка нове игре, играч може одабрати један од четири нивоа тежине игре. Сваки ниво се разликује по броју непријатеља и по штети коју могу да нанесу играчу. Постоје следећи нивои тежине:
- Могу ли да играм тата (енгл. Can I Play Daddy) је ниво намењен млађим играчима или почетницима,
- Немој ме повредити (енгл. Don't Hurt Me) је ниво намењен за играче који повремено играју игрице,
- Доведи их (енгл. Bring'Em On) је ниво намењен озбиљним играчима,
- Ја сам инкарнација (енгл. I Am Death Incarnate) је ниво за играче који желе прави изазов.

## Предмети
У игри се могу пронаћи и покупити предмети који су потебни за напредовање кроз игру. Постоје три категорије ових предмета: лекови, благо и специјални предмети.
- Крв - Конзумирање крви додаје 1% енергије, ако је енергија играча испод 10%.
- Крвави скелет - Додаје 1% енергије, ако је енергија играча испод 10%.
- Храна за псе - Храна за псе враћа 4% енергије.
- Пилетина - Тањир са печеним пилетом враћа 10% енергије.
- Комплет за прву помоћ - Повећава енергију играча за 25%.
- Шаржер - Шаржер додаје 8 метака, а половни шаржер покупљен од убијеног војника 4 метка.
- Крст - Кад играч покупи крст добија 100 поена.
- Пехар - Кад играч покупи пехар добија 500 поена.
- Ковчег са благом - Кад играч покупи ковчег добија 1000 поена.
- Круна - Круне се ретко проналазе, а играч који их покупи добија 5000 поена.
- Сребрни или златни кључ - За улазак у неке собе је потребан кључ.
- Додатни живот - Играч добија 1 живот, 25 метака и енергија се допуњава до 100%.[4]

## Оружје
Играч на располагању има четири врсте оружја. Основно оружје је нож, али могуће је набавити и пиштољ, митраљез или ручни топ.
- Нож - Нож је најслабије оружје, слабо се користи, обично против паса и обичних чувара.
- Пиштољ - Пиштољ је ефикасан за борбу против паса и чувара, али није довољан за борбу са газдом (најјачим ликом на крају сваке епизоде).
- Митраљез - Митраљез је јако добро оружје које се може користити против било ког непријатеља.
- Ручни топ - Ручни топ је најмоћније оружје у игри, такође се може користити против било ког непријатеља, али је најбоље користити га против мутанта или газде.

## Непријатељи
- Пас - немачки овчар (енгл. German Shephard Dog) - Пси чувари нису опасан противник, не наносе велику штету при нападу. Против њих се може користити нож, а пиштољ је боље решење ако су у групи. За сваког убијеног пса играч добија 50 поена.
- Немачки војник (енгл. German Trooper) - Они су спори и релативно слаби непријатељи, опремљени пиштољима. Опаснији су кад их је неколико у групи. То су стандардни непријатељи који се срећу најчешће кроз игру. Против њих је најбоље користити пиштољ, а ако их је више онда митраљез. За сваког убијеног војника играч добија 100 поена и полован шаржер.
- Шуцштафел или СС војник (енгл. Schutzstaffel Guard - SS) - То си најопаснији стражари у игри. Носе митраљез и веома су моћни. Најбоље је борити се против њих митраљезом. За сваког убијеног СС војника играч добија 500 поена и митраљез или полован шаржер.
- Мутант стражар (енгл. Mutant Guard) - Они су мешавина СС војника и официра и представљају "машине за убијање“. Створени су од стране доктора Шабса (енгл. Dr. Schabbs). Веома су јаки и брзи. Брзо пуцају пиштољем и лако наносе штету играчу. Појављују се у другој епизоди. При нападу на њих треба имати бар митраљез. За сваког убијеног мутанта играч добија 700 поена и полован шаржер.
- Официр (енгл. Officer) - Официри су јачи и моћнији од обиче страже. Брзо нападају као и пси чувари. Опремљени су добрим пиштољима. Они су реална опасност, поготово ако су у групи. Против њих је ефикасан само митраљез. За сваког убијеног официра играч добија 400 поена и полован шаржер.

Велики газда (енгл. Big Boss) - На крају сваке епизоде појављује се по један најјачи противник, такозвани бос, кога играч мора да савлада.
- Велики Ханс (енгл. Hans Grosse) - Главни стражар замка Вулфенштајн. Висок је, крупан и носи два ручна топа. Његова сестра је Велика Марица. Када га убије, играч добија 5000 поена и златни кључ.
- Доктор Шабс (енгл. Doctor Schabbs) - Луди научник који је створио моћне мутанте. Његово оружје су шприцеви пуњени киселином за стварање мутаната. Када га убије, играч добија 5000 поена и завршава другу епизоду.
- Хитлеров дух (енгл. Hitler Ghost) - Ови духови лете на Хитлеровом спрату у трећој епизоди. Бацају ватрене лопте које су прилично споре, али праве већу штету од обичне муниције. Кад играч убије све духове онда му предстоји битка са фирером. За сваког убијеног духа играч добија 2000 поена.
- Хитлер (енгл. Hitler) - Он се појављује у оклопу са четири ручна топа. Кад му буде уништен оклоп онда остаје у оделу и носи два ручна топа. Бржи је од свих осталих великих газда. Када га убије, играч добија 10000 поена и завршава трећу епизоду.
- Ото - Још један луди научник. Има ракетни бацач, али ракете нису брзе и могу се избећи. Када га убије, играч добија 5000 поена и завршава четврту епизоду.
- Велика Марица (енгл. Gretel Grosse) - Она је главни стражар тврђаве Ерланген (Erlangen) и чува планове за хемијско наоружање. Прилично је глупа, као и њен брат Ханс, али носи два ручна топа. Када је убије, играч добија 5000 поена и златни кључ.
- Генерал "Дебела фаца" (енгл. General "Fat Face" Fettgesicht) - Он је лидер операције "Ратни поклон" (Giftkrieg) и скрива се у војном комплексу Офенбах (Offenbach). Има ракетни бацач и ручни топ, веома је моћан и има много стражара. Он је последњи газда у игри. Када га убије, играч добија 5000 поена и завршава игру.
- Пакман духови (енгл. Pac-Man Ghosts) - Најглупљи непријатељи који се могу наћи у игри. Налазе се у трећој епизоди, на десетом нивоу. Они не могу бити убијени, самим тим од њих се и не добијају поени, а од њих играч само може да бежи.[5]

## Награде
Wolfenstein 3D је 1992. године освојио следеће награде:
- Једна од осам најважнијих игара икад направљених - PC Gamer,
- Најбоља аркадна/акциона игра - Software Publishers Association "Codie" Award,
- Најбоља аркадна/акциона игра - Compute magazine,
- Најпопуларнија игра - PC World magazine (гласање читалаца),
- Најбоља акциона игра - Video Games & Computer Entertainment magazine,
- Најиновативнија игра - Video Games & Computer Entertainment magazine,
- Награда по избору уредника - Shareware Magazine,
- Најбољи софтвер за забаву - PC/Computing.[6]

Године 1993. следеће награде:
- Акциона игра године - Computer Gaming World.

Године 1996. следеће награде:
- Ранк 97 на листи "150 најбољих игара свих времена" - Computer Gaming World,
- Ранк 2 на листи "Најбољи "спавач" свих времена" - Computer Gaming World,
- Ранк 11 на листи "Незаборавне игре са зликовцима" - Computer Gaming World.[7]

Ранк 44 на листи "Најбољих 100 видео игара свих времена" - FLUX магазин.

## Наставак
Wolfenstein 3D има наставак под називом "Копље судбине" (енгл. Spear of Destiny - SoD), такође развијен од стране id Software. Време радње у наставку почиње временски пре него у игри Wolfenstein 3D. Адолф Хитлер је у потрази за Копљем судбине којим је Исус Христос прободен на крсту. Према легенди особа која га поседује је непобедива, као и војска која га прати. Задатак специјалног агента Бласковица је да га спречи у тој намери.

## Занимљивости
- У филму Мрежа (енгл. The Net) из 1995. године Сандра Булок игра Wolfenstein 3D на Макинтош (енгл. Macintosh) рачунару.[7]
- Wolfenstein 3D је игра која обилује нацистичким симболима, заставама и сликама Адолфа Хитлера.
- Wolfenstein 3D је игра у којој се по први пут појављује крв при убиству војника.
- Слику на омоту игре је насликала Џулија Бел (енгл. Julie Bell) и дала јој име "Ратни херој" (енгл. A War Hero).[7]
- Радња игре се одвија у време Другог светског рата, а лик на омоту игре носи митраљез М-16. То оружје није постојало до 1960.[7]
- Џон Ромеро и Том Хал су уложили много напора да убеде главног програмера Џона Кармека да у игру убаце тајна врата и тајне собе у зидовима. Он је мислио да је то неелегантно решење и непотребан проблем, али је на крају пристао.[7]